# Union Touarga Sport
L'Union Touarga Sport (in arabo نادي الاتحاد التوركي‎?) è una società polisportiva marocchina della città di Rabat, con sede nel quartiere di Touarga. Milita nella Botola 1 Pro, la massima divisione del campionato marocchino di calcio.
Fondato nel 1971, ha vinto per due volte il campionato marocchino di seconda divisione e per tre volte il campionato marocchino di terza divisione. Gioca le partite casalinghe allo stadio El Barid di Rabat.

## Palmarès

### Competizioni nazionali
- Campionato marocchino di seconda divisione: 3

1979-1980, 1981-1982, 2002-2003
- Campionato marocchino di terza divisione: 3

1979-1980, 1985-1986, 2019-2020

### Altri piazzamenti
- Campionato marocchino di seconda divisione:

secondo posto: 2003-2004, 2021-2022